# Ризен, Ирина Петровна
Ири́на Петровна Ри́зен (в 1987—2002 — Щербако́ва; род. 1965, Темиртау, Карагандинская область Казахской ССР) — советская волейболистка, игрок сборной СССР (1984—1989). Чемпионка Европы 1989, чемпионка СССР 1984. Центральная блокирующая. Мастер спорта международного класса (1984).

## Биография
Ирина Ризен родилась и начала заниматься волейболом в Темиртау. Первый тренер — В.Егоров. С 1978 года училась в спортивной школе-интернате в Алма-Ате. В 1980—1989 выступала за команду АДК (Алма-Ата). Чемпионка СССР 1984, 3-кратный серебряный (1986, 1988, 1989) и бронзовый (1985) призёр чемпионатов СССР. Победитель Кубка европейских чемпионов 1985. Победитель Кубка обладателей кубков ЕКВ 1989.
В сборной СССР выступала в 1984—1989 годах. В её составе: чемпионка Европы 1989, победитель Игр доброй воли 1986, серебряный призёр турнира «Дружба-84», участница чемпионата мира 1986.
В 1989 году из-за проблем с сердцем завершила спортивную карьеру. Работала детским тренером и преподавателем физвоспитания в Алма-Ате и Перми. В 2002 переехала на историческую родину в Германию, где проживает в настоящее время.